# Tzipi Hotovely
Tzipi Hotovely (en hebreo: ציפי חוטובלי) (Rejovot, 2 de diciembre de 1978) es una política y diplomática israelí, del 17 de mayo al 2 de agosto de 2020, fue ministra de asentamientos, en el quinto gabinete de Netanyahu. En otoño de 2020, reemplazó a Mark Regev como embajador en el Reino Unido, convirtiéndola en la primera mujer en ocupar este puesto.

## Biografía
Hotovely proviene de una familia judía georgiana. Creció en Rejovot, su ciudad natal, y durante su adolescencia estudió en una Ulpaná en Tel Aviv. Completó el servicio militar obligatorio participando durante dos años en el servicio civil, el Sherut Leumi, una alternativa al servicio militar, como guía de un museo en Jerusalén y como representante de la Agencia Judía para la Tierra de Israel en Atlanta. Obtuvo una licenciatura y una maestría en derecho en la Universidad Bar Ilán, completó una pasantía con el abogado penalista Ram Caspi, en Tel Aviv, con una especialización en derecho corporativo, se convirtió en abogada en 2003, y durante un tiempo editó un periódico legal en la universidad antes de continuar con sus estudios legales en la Universidad de Tel Aviv. Además de derecho, Hotovely también estudió judaísmo en un seminario femenino en la Universidad Bar Ilán y en Midreshet Lindenbaum en la ciudad santa de Jerusalén. 
Mientras estudiaba en la antigua universidad, participó activamente en la Unión mundial de estudiantes judíos (WUJS), y representó al movimiento sionista mundial Bnei Akiva en París. Hotovely ha estado presente en los medios de comunicación desde 2006. En ese año, por ejemplo, se convirtió en miembro del panel del programa de discusión política del consejo de sabios, en el Canal 10 de Israel, en el que se hizo cargo de la opinión de la derecha política, y exigió entre otras cosas, la dimisión del gabinete de Ehud Ólmert, por la pobre actuación de las FDI en la guerra del Líbano de 2006. También ha aparecido en otros programas de televisión. Desde 2006 también ha estado escribiendo artículos de opinión política en Maariv, y desde 2007 también ha escrito una columna sobre el judaísmo, en relación con los desarrollos actuales en la versión en línea del diario.

## Carrera política
A finales de 2008, Hotovely hizo público que se uniría al partido político Likud, y que intentaría convertirse en candidata para la 18ª legislatura de la Knéset. Su objetivo fue exitoso, y en las elecciones parlamentarias de 2009, pudo ocupar su escaño en la Knéset. A la edad de treinta años, era la parlamentaria más joven del país en ese momento. Como presidenta del comité sobre la condición jurídica de la mujer, hizo campaña por los derechos de la mujer. Cuando se formó un nuevo gobierno tras las elecciones parlamentarias de 2013, asumió el cargo de secretaria de Estado de Transporte, en el tercer gabinete de centro derecha de Binyamín Netanyahu, y a finales de 2014, también el de secretaria de Estado de Ciencia y Tecnología. Después de las elecciones parlamentarias de 2015, volvió a ser secretaria de Estado, esta vez de Asuntos Exteriores en el cuarto gabinete de derecha de Netanyahu. Con esto cayó bajo el mando del primer ministro de Israel Benjamín Netanyahu, quien también tenía cuatro ministerios bajo su ala, incluido el de Relaciones Exteriores, por lo tanto, se esperaba que se ocupara de gran parte de la política exterior de Netanyahu. Al final de su mandato en el gabinete, fue brevemente ministra de Asuntos de la Diáspora judía. 
Después de las elecciones parlamentarias de marzo de 2020 y la consiguiente formación del quinto gabinete de Netanyahu, Hotovely fue reelegida como ministra de asentamientos, para apoyar la anexión propuesta de partes del Área de Judea y Samaria, el controvertido plan de paz del ex-presidente de Estados Unidos, Donald Trump. 
Hotovely practica el judaísmo ortodoxo, y adopta una posición nacionalista de derecha religiosa sobre cuestiones políticas. Por ejemplo, está en contra de un estado palestino independiente y está a favor del "Gran Israel", un futuro territorio que debería incluir al actual Estado de Palestina, para formar parte de un país llamado por los sionistas Eretz Israel, la Tierra de Israel. Por ejemplo, en una entrevista en octubre de 2015, en el canal de la Knéset, Hotovely dijo que su sueño es ver algún día ondear la bandera israelí en el Monte del Templo, porque ella ve a ese lugar como el centro del estado de Israel, y como el sitio más sagrado del judaísmo.
En julio de 2017, durante un debate sobre la designación de algunas partes de la ciudad de Hebrón, ubicada en la Palestina ocupada, como Patrimonio de la Humanidad por la Unesco, Hotovely habló con los miembros de la Lista Conjunta: 
"Invito a los miembros de la Knéset árabe y la Unesco a leer los dos libros siguientes: el Tanaj, que cuenta la historia del pueblo judío, y el nuevo superventas de Assaf Voll titulado": La historia del pueblo palestino, desde la antigüedad hasta el presente: "El último te sorprenderá porque está vacío. Los palestinos no tienen reyes ni herencias mundiales". 
Tzipi ve el conflicto con los palestinos en términos religiosos más que territoriales, y ve al islam como el principal culpable del mismo. Debido a estos puntos de vista, algunos medios de comunicación se han referido a ella como "la voz ideólogica" del Likud. 
Hotovely comparte esta creencia con varias personas de ideas afines en el partido, en el seno de una facción conocida como los "danonistas", una facción del partido centrada en la persona de Danny Danon, (quien dejó la Knéset a finales de agosto de 2015).

## Incidentes
El 9 de noviembre de 2021, Hotovely participó en un foro de debate en la Escuela de Economía de Londres (en inglés: London School of Economics). Los manifestantes en el campus la acusaron de promover el racismo, como resultado, fue evacuada bajo fuertes medidas de seguridad del evento después de que activistas en favor del pueblo palestino, y la sociedad islámica de la escuela de economía de Londres, organizaran grandes protestas contra su presencia.

## Vida personal
Tzipi Hotovely está casada con el abogado Or Alon, la boda contó con la presencia de 2500 invitados y tuvo lugar el 27 de mayo de 2013. La pareja tiene tres hijas.